# NXT UK
NXT UK is een televisieprogramma rond het professioneel worstelen dat geproduceerd wordt door de Amerikaanse worstelorganisatie WWE en wordt uitgezonden in het Verenigd Koninkrijk via BT Sport en Paramount Network. Het programma toont worstelaars die worstelen onder de NXT UK brand van WWE. NXT UK werd aangekondigd tijdens het United Kingdom Championship Tournament 2018.

## Geschiedenis
Op een persconferentie in The O2 Arena op 15 december 2016 kondigde Paul "Triple H" Levesque aan dat er een toernooi voor 16 man aanstaande was om het inaugurele WWE United Kingdom Championship te bekronen. Het toernooi werd gehouden op 14 en 15 januari 2017 en werd rechtstreeks uitgezonden op WWE Network. Het kampioenschap was bedoeld als het topkampioenschap van een nieuwe WWE Network-show, geproduceerd in het Verenigd Koninkrijk. De naam van de show, NXT UK, werd officieel aangekondigd bij de 2018 United Kingdom Championship Tournament.
Op 7 juni 2018 werd Johnny Saint toegewezen als de General Manager van NXT UK.
NXT UK had haar eerste opnames in augustus 2018 en de inaugurele aflevering werd uitgezonden op 17 oktober 2018 op de WWE Network. Op 12 januari 2019, was de eerste live special van uitgezonden genaamd NXT UK TakeOver: Blackpool. In september 2019 verklaarde Triple H dat NXT UK de tweede meest bekeken programma is op de WWE Network, naast NXT. In oktober 2019, werd NXT UK verschoven naar donderdagen.
Op 31 december 2019, werd er aangekondigd dat vanaf 2 januari 2020 wordt NXT UK uitgezonden op BT Sport. Op 21 januari 2020, werd er aangekondigd dat NXT UK ook wordt uitgezonden op Paramount Network.
Op 19 augustus 2021, kondigde Triple H een samenwerking aan tussen NXT UK en Enfield Town F.C. die zal duren tijdens het seizoen 2021/2022. Het logo van NXT UK komt op de voorkant van de truien van Enfield en het stadion.

## On-air persoonlijkheden

### Gezagsdrager
| Gezagsdrager | Positite                     | Datum               |
| ------------ | ---------------------------- | ------------------- |
| Johnny Saint | Algemeen directeur           | 7 juni 2018 - heden |
| Sid Scala    | Assistent algemeen directeur | 12 december 2018    |

### Commentatoren
| Commentatoren                    | Datum                             |
| -------------------------------- | --------------------------------- |
| Vic Joseph & Nigel McGuinness    | 17 oktober 2018 - 12 juni 2019    |
| Vic Joseph & Nigel McGuinness    | 31 juli 2019 - 3 oktober 2019     |
| Vic Joseph & Aiden English       | 19 juni 2019 - 24 juli 2019       |
| Tom Phillips & Nigel McGuinness  | 10 oktober 2019 - 16 januari 2020 |
| Tom Phillips & Aiden English     | 23 januari 2020 - 5 maart 2020    |
| Andy Shepherd & Nigel McGuinness | 12 maart 2020 - juni 2020         |
| Andy Shepherd & Nigel McGuinness | 17 september 2020 - heden         |

### Ringaankondig(st)ers
| Aankondig(st)er | Datum                               |
| --------------- | ----------------------------------- |
| Andy Shepherd   | 17 oktober 2018 - 5 maart 2020      |
| Greg Hamilton   | 13 februari 2019 - 20 februari 2019 |
| Sarah Schreiber | 20 februari 2019 - 27 februari 2019 |
| Francesca Brown | 12 maart 2020 - heden               |

### Interviewers
| Interviewer        | Datum                        |
| ------------------ | ---------------------------- |
| Radzi Chinyanganya | 17 October 2018 - heden      |
| Josiah Williams    | 12 maart 2020 - 2 april 2020 |